# Emanuel Vigeland

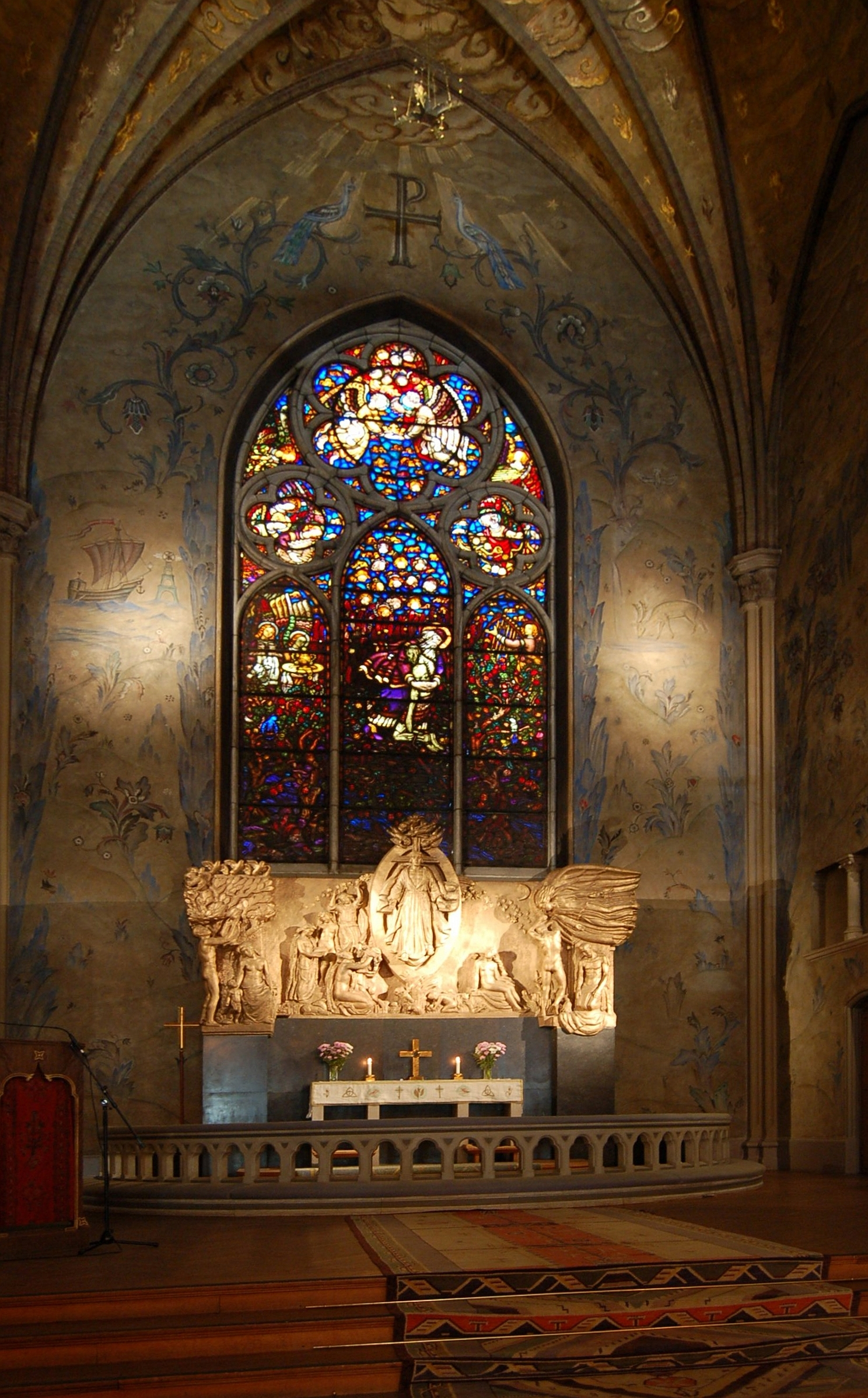
Glasmålning ovanför altaret i Oscarskyrkan, en kyrka i Stockholm

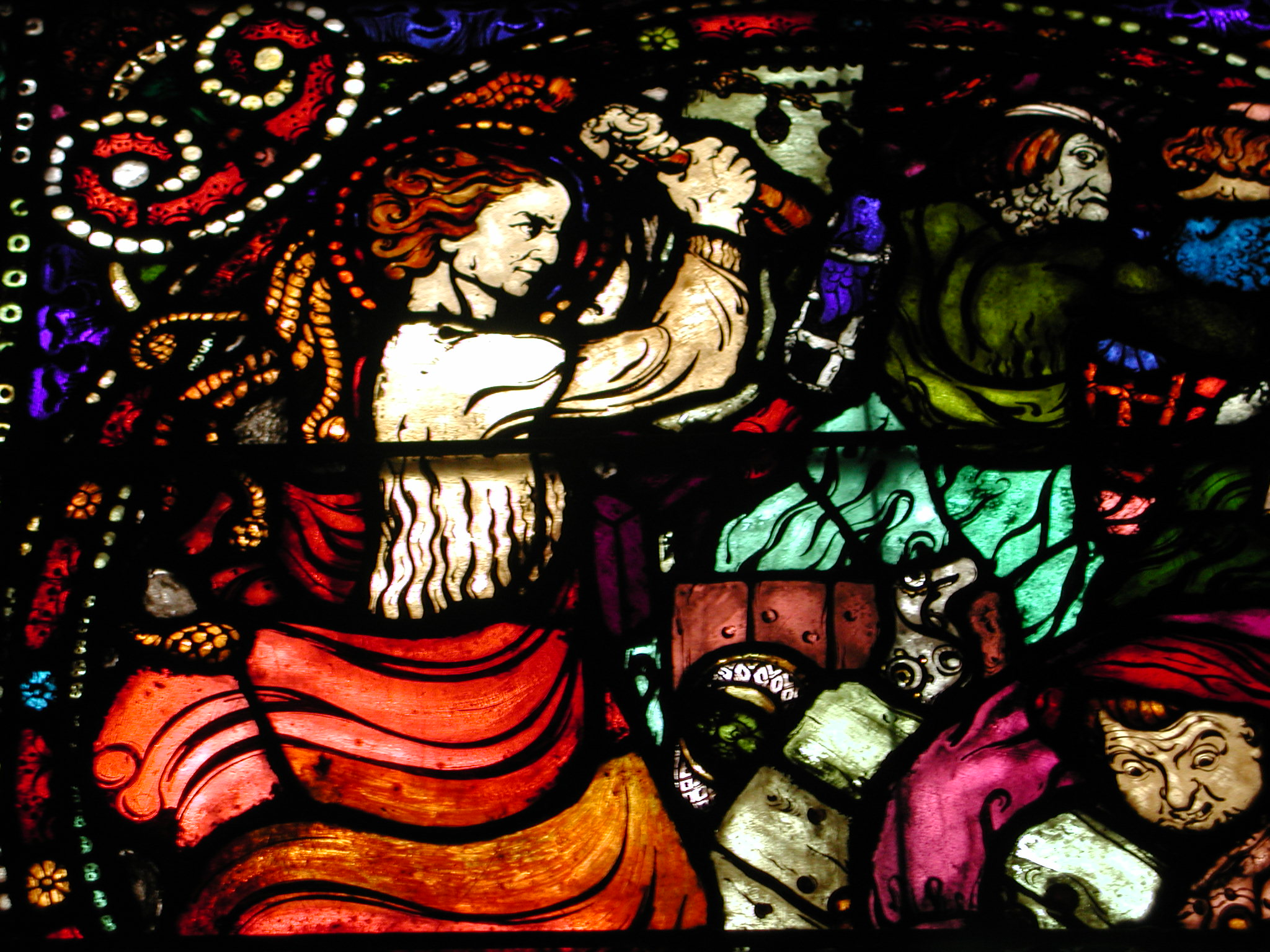
Jesus fördriver månglarna ur templet, Oslo domkyrka

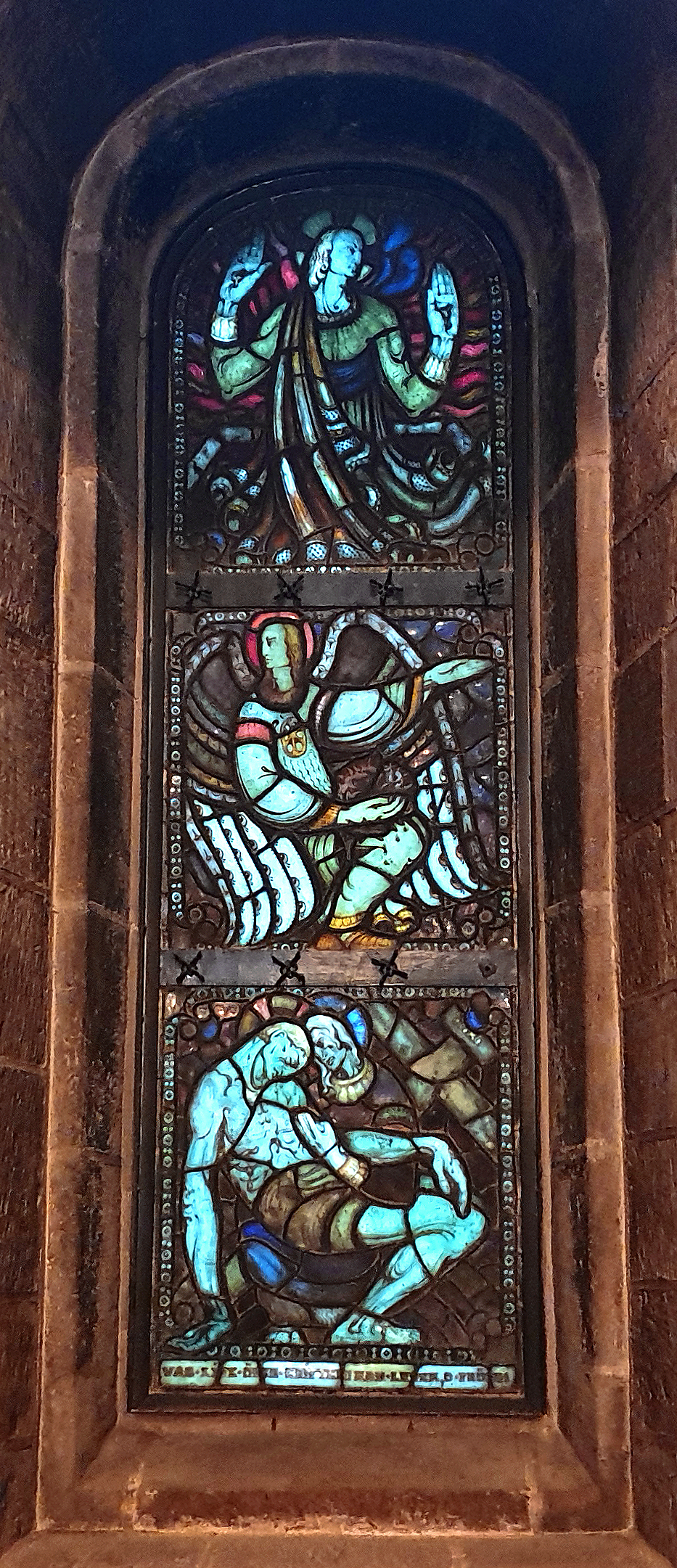
Glasmålning i Lunds Domkyrka. Vigeland 1930.

Emanuel August Vigeland, född 2 december 1875 i Halse, Mandal, Norge, död 22 december 1948 i Oslo, var en norsk målare och skulptör. Han är känd för sin kyrkokonst, främst glasmålningar och för det mausoleum med freskomålningar han byggde, Tomba Emmanuelle.

## Barndom
Emanuel Vigeland var den yngste av fyra söner till Elesæus Thorsen, en möbelsnickare med egen verkstad i den sydnorska staden Mandal och Anne Aanendatter. Gustav var den näst äldste sonen, sex år äldre än Emanuel. Fadern var välstående och pietistisk, men på början av 1880-talet led han en stor ekonomisk förlust, vilket medverkade till att han förlorade sin tro och började dricka. Han öppnade en lönnkrog i familjens hus och blev våldsam mot både sin hustru och barnen. När han också fick barn med en ung kvinna i trakten blev han omyndigförklarad. Han dog kort därefter av tuberkulos. För Emanuel Vigeland, som var drygt tio år vid faderns död, var det en traumatisk tid, som inte underlättades av att han genom en jaktolycka förlorade sitt högra öga. Gustav Vigeland hade redan börjat utbilda sig till skulptör i den norska huvudstaden och Emanuel följde efter. Han tog sig namnet Vigeland efter namnet på sin farfars gårdsnamn. Han gifte sig 1902 med Valborg Madsen och var far till Maria Vigeland (1903–1983), Per Vigeland (1904–1968), och Imm Vigeland (1917) samt farfar till guldsmeden Tone Vigeland.

## Utbildning och debut
Emanuel Vigeland studerade vid Kunst- og Håndverksskolen i Kristiania (Oslo) 1894–1897, hos Peder Severin Krøyers målarskola i Köpenhamn 1898 där han även kom i kontakt med Kristian Zahrtmann samt för Fernand Cormon i Paris 1899–1901 och bedrev sedan självstudier under resor till Italien, Spanien och England 1900–1901 samt Egypten, Palestina och Grekland 1905–1906 samt Frankrike 1907–1910. Hans målningar behandlade motiv sådana som Adam och Eva (1897), som han debuterade med på Statens konstutstilling och där han lät Adam få sina egna drag.
Andra tidiga målningar var Kamp om kvinnan och Ett människopar (1898), Domedag och Livet.

## Monumentalmålningar
Frescomåleriet lärde han sig i samband med att han 1904 studerade Skovgaards fresker i Viborgs domkyrka och som medhjälpare till Jens Møller-Jensen när man utförde två utsmyckningar i Köpenhamns rådhus 1904–1905. På monumentalmåleriets område utförde han 1905–1909 fresker i Vålerenga kirke i Kristiania med omkring 80 stora figurer, inspirerade av italiensk ungrenässans. Därefter utförde han några fresker i Det Game Krematorium i Oslo och 1909-1911 skapade han utkast till väggbilder i en tävling om att få utsmycka Kristiania universitets nya festsal. Vigelands förslag visar tre beridna riddare som angriper en drake. Motivet symboliserade vetenskapens kamp mot okunskapen. Edvard Munch vann emellertid tävlingen.

## Glasmålning
Vigeland hade omkring 1907 börjat ägna sig åt glasmålning och fick på detta område stora uppdrag. Han stil var emellertid för personlig för att han skulle få delta i tävlingen om glasfönster i Nidarosdomen i Trondheim. Vigelands glasmålningar var inte tillräckligt gotiska utan mer inspirerade av de engelska prerafaeliterna och jugend. Han gjorde 1910-1916 sju glasmålningar till Oslo Domkyrka. Han utförde även glasmålningar till Kunstindustrimuseet i Oslo, Bryn kirke, Krakerøy kirke, kapellet i Borgestad i Norge, Århus domkyrka 1926 och Kalundborgs kyrka i Danmark 1928. För katedralen i Reimes målade han ett fönster till en i kriget stupad. I Sverige målade han fönster i Nykroppa kyrka 1919, Oscarskyrkans i Stockholm 1919–1922 och 1929 samt Lunds domkyrka 1930 och 1933. En utställning av hans glasmålningar anordnades i Stockholm 1919. I Oscarskyrkan utförde han över 40-talet målningar byggda på beledsagande texter ur Bibelns gamla och nya testamente. I Lunds domkyrka målade han scener vid Kristi grav, barnen i änglarnas vård respektive den förlorade sonen, medan tre rikt dekorerade absidfönster gestaltar skapelsen, paradiset och syndafallet. Ett av Nathan Söderblom animerat projekt från 1927 som förslag till utsmyckning av Uppsala domkyrka med glasfönster målade av Vigeland kom på grund av Söderbloms död att avbryts på ett förberedande stadium 1931.

## Tomba Emmanuelle
Byggnaden Emanuel Vigelands Museum i Slemdal i Oslo uppfördes av Vigeland själv 1926 med tanke på ett framtida museum för hans skulpturer och målerier. Under 1940-talet bestämde han att museet också skulle fungera som gravkammare. Väggarna täcktes med freskomålningar som skildrade livskraften och mycket erotiska motiv. Alla fönster murades igen och hans aska skulle placeras i en urna över dörren. Gravkammaren, kallad Tomba Emmanuelle, öppnades för allmänheten 1959. Den är emellertid bara öppen från 12-17 på söndagar på somrarna och 12-16 på vintern.
Vigeland var som konstnär mångsidig och förutom monumental- och glasmålningar arbetade han även med mosaik, skulptur, konstsmide och Oljemåleri. Som porträttmålare utförde han en monumental helfigursbild av Nathan Söderblom i full ärkebiskoplig skrud. Vigeland är representerad vid bland annat Nationalmuseum och Arkivet för dekorativ konst i Lund.